# Cantone di Autun-2
Il Cantone di Autun-2 è una divisione amministrativa dell'Arrondissement di Autun.
È stato costituito a seguito della riforma approvata con decreto del 18 febbraio 2014, che ha avuto attuazione dopo le elezioni dipartimentali del 2015.

## Composizione
Comprende parte della città di Autun e i 26 comuni di:
- Antully
- Auxy
- La Boulaye
- Brion
- Broye
- La Chapelle-sous-Uchon
- Charbonnat
- Charmoy
- La Comelle
- Dettey
- Étang-sur-Arroux
- La Grande-Verrière
- Laizy
- Marmagne
- Mesvres
- Saint-Didier-sur-Arroux
- Saint-Émiland
- Saint-Eugène
- Saint-Léger-sous-Beuvray
- Saint-Martin-de-Commune
- Saint-Nizier-sur-Arroux
- Saint-Prix
- Saint-Symphorien-de-Marmagne
- La Tagnière
- Thil-sur-Arroux
- Uchon